# Boldogasszony Anyánk
Magyarországnak a 19. századig nem volt "törvényesített" himnusza. Kölcsey Ferenc műve előtt a katolikus magyarság néphimnusza a Boldogasszony Anyánk és az Ah, hol vagy, magyarok tündöklő csillaga kezdetű ének, míg a református magyarságé a 90. zsoltár (Tebenned bíztunk eleitől fogva) volt. Népszerű volt a hatóságok által többször betiltott ún. Rákóczi-nóta is. Ez utóbbit Berlioz és Liszt Ferenc is feldolgozta.
A Boldogasszony Anyánk valószínűleg a 18. század elején keletkezett. Legkorábbi lejegyzett szövegét Szoszna Demeter, pannonhalmi bencés szerzetes 1715-ös énekeskönyvéből ismerhetjük. A vers szerzője talán rendtársa, Lancsics Bonifác (1737) volt. A legrégebbi dallamcsírája a Deák-Szentes-féle, lejegyzett egyházi énekeket tartalmazó 1774-es énekeskönyvéből ismert. 1793-ban már „nationalis cantitio”, azaz nemzeti énekként említik írásos források.
Több különböző változata is ismert.

## Rövidebb változat

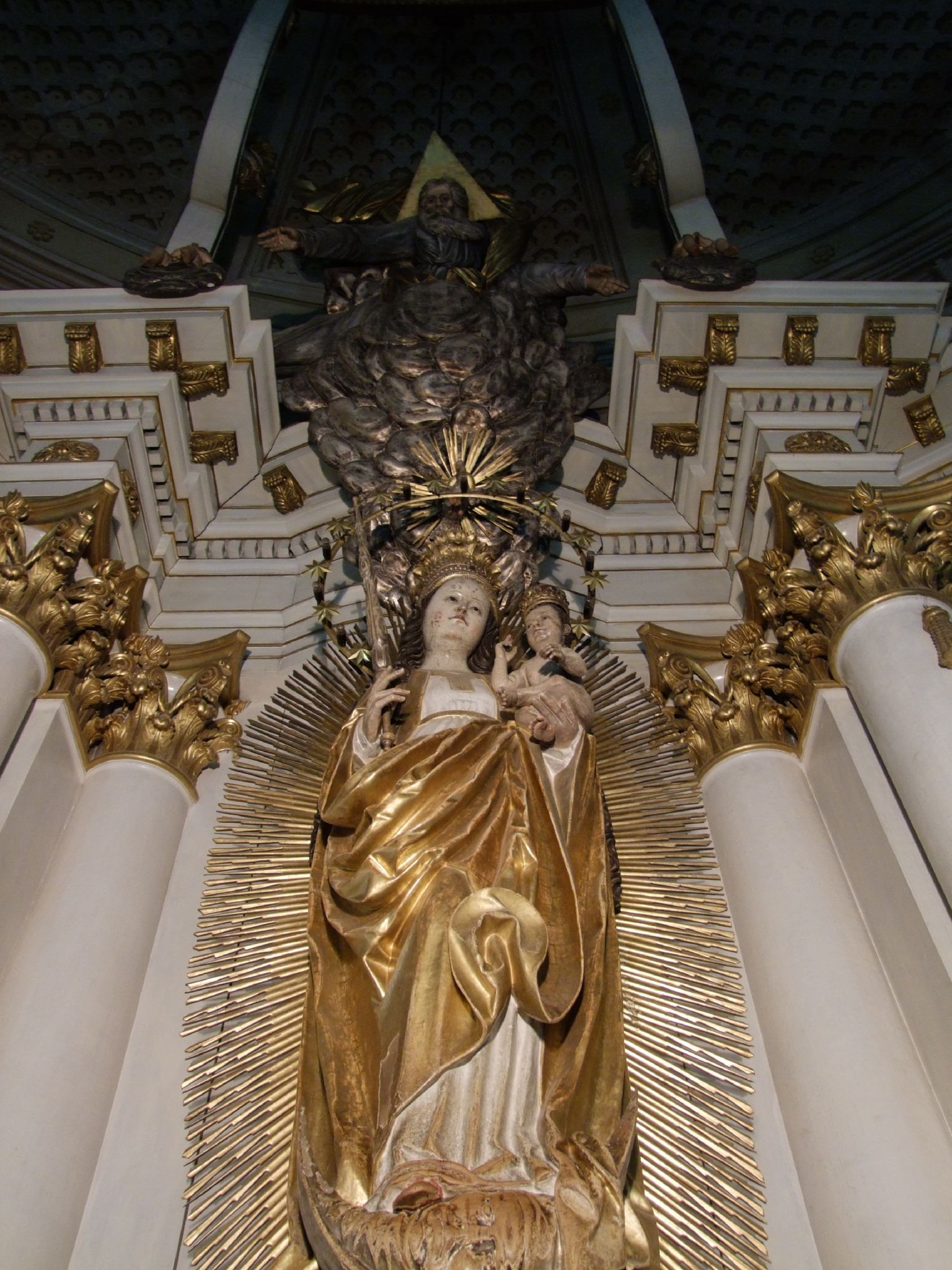
A csíksomlyói kegyszobor. Gyönyörű nevet adtak a csíkiak és a csángók a csíksomlyói kegyszobornak "Babba Mária, a napba öltözött Boldogasszony”

Boldogasszony Anyánk

(Régi magyar himnusz)
Boldogasszony, Anyánk, régi nagy Pátronánk, (Boldogasszony, Anyánk, Regina Patronánk)
nagy ínségben lévén így szólít meg hazánk:
Magyarországról, Édes hazánkról,
ne feledkezzél el szegény magyarokról.
Ó Atyaistennek kedves, szép leánya,
Krisztus Jézus anyja, Szentlélek mátkája!
Magyarországról, Édes hazánkról,
ne feledkezzél el szegény magyarokról.
Nyisd fel az egeket sok kiáltásunkra,
anyai palástod fordítsd oltalmunkra!
Magyarországról, Édes hazánkról,
ne feledkezzél el szegény magyarokról.
Kegyes szemeiddel, tekintsd meg népedet,
segéljed áldásra magyar nemzetedet.
Magyarországról, Édes hazánkról,
ne feledkezzél el szegény magyarokról.
Sírnak és zokognak árváknak szívei
hazánk pusztulásán s özvegyek lelkei.
Magyarországról, Édes hazánkról,
ne feledkezzél el szegény magyarokról.
Boldogasszony, Anyánk, régi nagy Pátronánk,
nagy ínségben lévén így szólít meg hazánk:
Magyarországról, Édes hazánkról,
ne feledkezzél meg szegény magyarokról.

## Hosszabb változat
Boldogasszony Anyánk, régi nagy Pátrónánk!
Nagy ínségben lévén, így szólít meg hazánk :
Magyarországról,
Édes hazánkról,
Ne felejtkezzél el
Szegény magyarokról!
Ó Atya Istennek kegyes, szép leánya,
Krisztus Jézus Anyja, Szentlélek mátkája!
Magyarországról,
Édes hazánkról,
Ne felejtkezzél el
Szegény magyarokról!
Nyisd fel az egeket sok kiáltásunkra,
Anyai palástod fordítsd oltalmunkra.
Magyarországról,
Édes hazánkról,
Ne felejtkezzél el
Szegény magyarokról!
Kegyes szemeiddel tekints meg népedet,
Segéld meg áldásra magyar nemzetedet.
Magyarországról,
Édes hazánkról,
Ne felejtkezzél el
Szegény magyarokról!
Sírnak és zokognak árváknak szívei,
Hazánk pusztulásán özvegyek lelkei.
Magyarországról,
Édes hazánkról,
Ne felejtkezzél el
Szegény magyarokról!
Vedd el országodról, ezt a sok ínséget,
Melyben torkig úszunk. Ó nyerj békességet.
Magyarországról,
Édes hazánkról,
Ne felejtkezzél el
Szegény magyarokról!
Irtsd ki, édes Anyánk, az eretnekséget,
Magyar nemzetedből a hitetlenséget.
Magyarországról,
Édes hazánkról,
Ne felejtkezzél el
Szegény magyarokról!
Hogy mint Isten Anyját régen tiszteltenek,
Úgy minden magyarok most is dicsérjenek.
Magyarországról,
Édes hazánkról,
Ne felejtkezzél el
Szegény magyarokról!
Tudod, hogy Szent István örökségben hagyott,
Szent László király is minket reád bízott.
Magyarországról,
Édes hazánkról,
Ne felejtkezzél el
Szegény magyarokról!
Sokat Fiad ellen, megvalljuk, vétettünk,
De könyörögj értünk, s hozzája megtérünk.
Magyarországról,
Édes hazánkról,
Ne felejtkezzél el
Szegény magyarokról!
Jézus Fiad előtt hajts térdet érettünk,
Mert ha nem cselekszel egy lábig elveszünk.
Magyarországról,
Édes hazánkról,
Ne felejtkezzél el
Szegény magyarokról!
Dicséret, dicsőség legyen az Atyának,
A te szent Fiadnak s Szentlélek mátkádnak.
Magyarországról,
Édes hazánkról,
Ne felejtkezzél el
Szegény magyarokról!

## Legrégebbi ismert változat
Szoszna Demeter OSB kéziratos énekeskönyvéből (1715) való az alábbi, legrégebbi ismert változat, melynek strófakezdő betűi szerzetes-társa, az ének szerzője, Lancsics Bonfiác rendi nevének latin alakját (Bonifacius) adják ki akrosztichon formájában.
Melodia de Beata Virgine
Habet notam propriam
Boldogasszony Anyánk, régi nagy Pátronánk:
nagy ínségben lévén így szólamlik hazánk:
R. Magyarországrúl Pannoniárúl,
ne felejtkezzél el árva Magyarokrúl
Oh Atyaistennek kedves szép leánya!
Krisztusnak szent Anyja, Szentlélek Mátkája
R. Magyarországrúl etc.
Nyisd fel az egeket sok kiáltásunkra
tégy méltóvá bennünk régi gratiákra;
R. Magyarországrúl, Pannoniárúl etc.
Ime lásd mint kérünk, bűnünkbül kitérünk,
tehozzád sóhajtunk énekszóval intünk:
R. Magyarországrúl Pannoniárúl
ne felejtkezzél el árva magyarokrúl.
Fordíts el hazánkrúl ennyi sok ínséget:
melyben torkig ázunk, s nyerj már békességet.
R. Magyarországrúl Pannoniárúl
ne felejtkezzél el árva etc.
Abigailnál szebb, Rachelnél ékesebb,
még Judit asszonynál is vagy gyönyörűebb:
R. Magyarországrúl etc
Christus Fiad előtt hajts térdet érettünk;
ha ezt nem cselekszed egy lábig elveszünk.
R. Magyarországrúl etc.
Im ugyanis rajtunk mindenféle ostor,
ki mint néked általverte szívünk mint tőr.
R. Magyarországrúl etc.
Vgy vagyon mi dolgunk, mintha Aegyiptomban,
Babylonnak tornyát épitnénk hazánkban.
R. Magyarországrúl Pannoniárúl,
ne felejtkezzél el árva magyarokrúl
Sírnak és zokognak árváknak szívei,
hazánk vészi fölött az [...] hívei:
R. Magyarországrúl Pannoniárúl etc.

## Feldolgozás
| Szerző       | Mire                 | Mű                        | Előadás |
| ------------ | -------------------- | ------------------------- | ------- |
| Harmat Artúr | vegyeskar            | Boldogasszony Anyánk      |         |
| Tóth József  | népre és vegyeskarra | 10 egyházi ének, 10. ének | [ 7 ]   |

## Felvételek
- Boldogasszony Anyánk (Old Hungarian Hymn). YouTube
- Boldogasszony Anyánk, Csíksomlyói pünkösdi búcsú, 2009. május 30. YouTube
- Boldogasszony Anyánk - katolikus Hozsanna ének kobozzal a YouTube-on (Benkő András, kobozművész)